# Тамія
Тамія (араб. طامية) — місто на півночі Єгипту, розташоване на території губернаторства Ель-Фаюм.

## Географія
Місто розташовано у східній частині губернаторства, на території Фаюмської оази, за 19 кілометрів на північний схід від міста Фаюм.

### Клімат
Місто знаходиться у зоні, котра характеризується кліматом тропічних пустель. Найтепліший місяць — липень із середньою температурою 29 °C (84.2 °F). Найхолодніший місяць — січень, із середньою температурою 13 °С (55.4 °F).
| Клімат Тамії            | Клімат Тамії | Клімат Тамії | Клімат Тамії | Клімат Тамії | Клімат Тамії | Клімат Тамії | Клімат Тамії | Клімат Тамії | Клімат Тамії | Клімат Тамії | Клімат Тамії | Клімат Тамії | Клімат Тамії |
| Показник                | Січ.         | Лют.         | Бер.         | Квіт.        | Трав.        | Черв.        | Лип.         | Серп.        | Вер.         | Жовт.        | Лист.        | Груд.        | Рік          |
| Середня температура, °C | 13           | 14,6         | 17,4         | 22           | 25,5         | 28,3         | 29           | 28,7         | 26,9         | 23,9         | 18,8         | 14,6         | 21,9         |
| Норма опадів, мм        | 2            | 1.7          | 1.3          | 0.6          | 0            | 0            | 0            | 0            | 0            | 0            | 1.4          | 1.9          | 8.9          |
| Днів з опадами          | 2,6          | 2,1          | 1,4          | 0,6          | 0,2          | 0            | 0            | 0            | 0            | 0,3          | 0,8          | 1,9          | 9,9          |
| Вологість повітря, %    | 61.5         | 55.5         | 51.5         | 42.8         | 40.1         | 42.7         | 49.4         | 53.8         | 54.3         | 55.7         | 59.5         | 63           | 52.5         |
| ----------------------- | ------------ | ------------ | ------------ | ------------ | ------------ | ------------ | ------------ | ------------ | ------------ | ------------ | ------------ | ------------ | ------------ |
| Джерело: Weatherbase    |              |              |              |              |              |              |              |              |              |              |              |              |              |

## Населення
За даними перепису 2006 року чисельність населення Тамії становила 49 385 осіб.
Динаміка чисельності населення міста за роками:
| 1996   | 2006   |
| ------ | ------ |
| 38 383 | 49 385 |